# 卞建强
卞建强（1957年8月—），男，江苏高淳人，中华人民共和国外交官，曾任中华人民共和国驻马赛总领事和中华人民共和国驻几内亚共和国特命全权大使。

## 生平
1980年，进入中华人民共和国外交部工作，先后在外交部新闻司、驻扎伊尔大使馆、国务院外事办公室、驻比利时大使馆任职。2001年，任驻法国大使馆参赞。2006年，任外交部参赞。2007年，任中央外事办公室外事管理局副局长。2011年12月，出任中华人民共和国驻马赛总领事。2013年11月，出任中华人民共和国驻几内亚大使。2018年9月，自驻几内亚大使离任。

## 家庭
已婚，有一子。